# Слоцина (Любуське воєводство)
Слоцина (пол. Słocina, нім. Reichenau) — село в Польщі, у гміні Кожухув Новосольського повіту Любуського воєводства.
Населення — 135 осіб (2011).
У 1975-1998 роках село належало до Зеленогурського воєводства.

## Демографія
Демографічна структура станом на 31 березня 2011 року:
|          | Загалом | Допрацездатний вік | Працездатний вік | Постпрацездатний вік |
| -------- | ------- | ------------------ | ---------------- | -------------------- |
| Чоловіки | 69      | 14                 | 48               | 7                    |
| Жінки    | 66      | 14                 | 34               | 18                   |
| Разом    | 135     | 28                 | 82               | 25                   |